# Rommen, Värmland
Rommen är en sjö i Arvika kommun och Grums kommun i Värmland och ingår i Göta älvs huvudavrinningsområde. Sjön är 7 meter djup, har en yta på 2,88 kvadratkilometer och befinner sig 56,1 meter över havet. Sjön avvattnas av vattendraget Noret.

## Delavrinningsområde
Rommen ingår i det delavrinningsområde (660300-133458) som SMHI kallar för Utloppet av Rommen. Medelhöjden är 78 meter över havet och ytan är 17,86 kvadratkilometer. Det finns inga avrinningsområden uppströms utan avrinningsområdet är högsta punkten. Noret som avvattnar avrinningsområdet har biflödesordning 4, vilket innebär att vattnet flödar genom totalt 4 vattendrag innan det når havet efter 295 kilometer. Avrinningsområdet består mestadels av skog (58 procent), öppen mark (12 procent) och jordbruk (11 procent). Avrinningsområdet har 2,86 kvadratkilometer vattenytor vilket ger det en sjöprocent på 16 procent.